# Sorex asper
La musaraña del Tien Shan (Sorex asper) es una especie de musaraña de la familia Soricidae Se encuentra en  Kazajistán y en China.
Su período de mayor actividad se registra en el crepúsculo y durante la noche. Se alimenta de insectos.